# Ground Floor
Ground Floor fue una comedia de situación estadounidense transmitida por TBS, creada por Bill Lawrence y Greg Malins. Se estrenó el 14 de noviembre de 2013 en los Estados Unidos.

## Argumento
Ground Floor Brody (Skylar Astin), es un bancario joven y exitoso en Remington Trust, quien después de una aventura de una noche con Jenny (Briga Heelan) descubre que ella trabaja en el mantenimiento de su edificio. A partir de aquí, se ocupan de sus crecientes sentimientos por el otro, para gran disgusto de sus compañeros de trabajo, mientras trata de encontrar un equilibrio entre sus ambientes de trabajo muy diferentes.

## Elenco
- Skylar Astin como Brody Carol Moyer.
- Briga Heelan como Jenny Miller.
- Rory Scovel como Mark "Harvard" Shrake.
- Rene Gube como Mike "Threepeat" Wen.
- James Earl como Derrick Dupree.
- Alexis Knapp como Tori.
- John C. McGinley como Remington Stewart Mansfield.

## Episodios
| Temporada | Temporada | Episodios | Emisión original        | Emisión original      |
| Temporada | Temporada | Episodios | Inicio                  | Final                 |
| --------- | --------- | --------- | ----------------------- | --------------------- |
|           | 1         | 10        | 14 de noviembre de 2013 | 16 de enero de 2014   |
|           | 2         | 10        | 9 de diciembre de 2014  | 10 de febrero de 2015 |